# Алисо Вијехо (Калифорнија)
Алисо Вијехо (енгл. Aliso Viejo) град је у америчкој савезној држави Калифорнија. По попису становништва из 2010. у њему је живело 47.823 становника.

## Демографија
Према попису становништва из 2010. у граду је живело 47.823 становника, што је 7.657 (19,1%) становника више него 2000. године.
| Група             | 2000.          | 2010.          |
| Белци             | 28.599 (71,2%) | 29.538 (61,8%) |
| Афроамериканци    | 828 (2,1%)     | 967 (2,0%)     |
| Азијати           | 4.413 (11,0%)  | 6.996 (14,6%)  |
| Хиспаноамериканци | 4.680 (11,7%)  | 8.164 (17,1%)  |
| Укупно            | 40.166         | 47.823         |